# Yudit Kiss
Pour les articles homonymes, voir Kiss.
Yudit Kiss née en 1956 à Budapest est une économiste et écrivaine hongroise, installée à Genève.

## Biographie
Yudith Kiss est née l'année où les chars russes mettent fin à la révolution hongroise. Elle fait des études en économie à l'Université Corvinus de Budapest. Elle obtient un doctorat. Elle mène des recherches en Hongrie, au Mexique et au Royaume-Uni. Au début des années 1990, elle s’installe en Suisse. Elle publie plusieurs ouvrages scientifiques sur l'Europe centrale et l'industrie de l'armement.
En 2017, elle publie La lessive et autres histoires de femmes migrantes. Elle met en mots les récits de quinze femmes arrivées à Genève.En 2023, elle publie L’été où mon père est mort. Son père est un intellectuel communiste, juif rescapé de la shoah. Elle cherche à comprendre son père dont les convictions politiques sont ébranlées lorsqu'il lit à Genève, chez sa fille, Etre sans destin d’Imre Kertész.

## Publications
- La lessive et autres histoires de femmes migrantes, Lausanne, Éditions d'En bas, 2017, 211 p. (ISBN 978-2-8290-0547-3)
- L'été où mon père est mort, Paris, Éditions de l'Antilope, 2023, 332 p. (ISBN 978-2-37951-118-9)